# ألفريدو مايو
ألفريدو مايو (بالإسبانية: Alfredo Mayo)‏ هو ممثل إسباني، ولد في 17 مايو 1911 في إسبانيا، وتوفي بنفس المكان في 19 مايو 1985 بسبب نوبة قلبية.

## وصلات خارجية
- ألفريدو مايو على موقع IMDb (الإنجليزية)
- ألفريدو مايو على موقع ألو سيني (الفرنسية)
- ألفريدو مايو على موقع أول موفي (الإنجليزية)
- ألفريدو مايو على موقع قاعدة بيانات الأفلام السويدية (السويدية)
- ألفريدو مايو على موقع قاعدة بيانات الفيلم (الإنجليزية)
- ألفريدو مايو على موقع كينوبويسك (الروسية)